# Beckeropsis
Beckeropsis es un género de plantas herbáceas perteneciente a la familia de las poáceas. Es originario de África tropical y del sur.

## Citología
El número cromosómico básico del género es x = 9, con números cromosómicos somáticos de 2n = 18, diploide.

## Especies
- Beckeropsis laxior Clayton
- Beckeropsis nubica (Hochst.) Fig. & De Not.
- Beckeropsis petiolaris (Hochst.) Fig. & De Not.
- Beckeropsis pirottae (Chiov.) Stapf & C.E. Hubb.
- Beckeropsis procera Stapf
- Beckeropsis uniseta (Nees) K. Schum.
  - Beckeropsis uniseta var. montana Mimeur